# Doug Utjesenovic
Dragan „Doug” Utjesenović (ur. 8 października 1946) – australijski piłkarz serbskiego pochodzenia. Grał na pozycji obrońcy.

## Kariera klubowa
Urodzony w Serbii Doug Utjesenović rozpoczął kariery w OFK Beograd w 1967 roku. Dwa później wyemigrował do Australii. W latach 1969–1970 występował w klubie Footscray JUST, skupiającym emigrantów z Jugosławii. Z Footscray JUST zdobył Mistrzostwo stanu Victoria – Victorian State League (VPL) w 1969 roku. W 1971 został zawodnikiem St. George-Budapest, w którym grał do końca kariery, którą zakończył w 1980 roku. Ze St. George-Budapest zdobył Mistrzostwo stanu Nowa Południowa Walia w 1972 i 1976 roku.

## Kariera reprezentacyjna
Doug Utjesenović zadebiutował w reprezentacji 9 października 1972 w wygranym 3-1 meczu z Nową Zelandią w Dżakarcie. W 1973 Australia awansowała po raz pierwszy w historii do Mistrzostw Świata 1974. Na turnieju w RFN Utjesenović wystąpił we wszystkich trzech meczach grupowych z NRD 0-2, RFN 0-3 oraz z Chile 0-0. Ostatni raz w reprezentacji Utjesenović zagrał 3 listopada 1976 w zremisowanym 1-1 meczu z Izraelem w Tel Awiwie.
Ogółem w latach 1972–1976 wystąpił w 27 spotkaniach i strzelił 2 bramki.

## Kariera trenerska
Po zakończeniu kariery piłkarskiej Doug Utjesenović został trenerem. W 1988 roku trenował APIA Leichhardt, który występował w National Soccer League. W latach 1997–1998 trenował Parramatta Eagles, z którym wygrał Super Ligę stanu Nowa Południowa Walia po pokonaniu w finale 3-1 drużyny Bonnyrigg White Eagles w 1997 roku. W latach 2000–2001 trenował klub Bonnyrigg White Eagles, z którym dwukrotnie wywalczył wicemistrzostwo Super Ligi stanu Nowa Południowa Walia.